# Machop Chol
Machop Malual Chol (Khartum, 14 novembre 1998) è un calciatore sudsudanese con cittadinanza statunitense, attaccante dello Žalgiris.

## Biografia
Nato a Khartoum, si è trasferito negli Stati Uniti d'America a due anni, stabilendosi a Clarkston, in Georgia.

## Carriera
Cresciuto nel settore giovanile dell'Atlanta United, nel 2017 entra alla Wake Forest University. Terminata la carriera universitaria, il 19 gennaio 2021 firma il primo contratto professionistico con l'Atlanta United, con cui resta fino al 2023.
Il 2 aprile 2024 viene tesserato dal San Antonio FC; il 6 marzo 2025 si trasferisce allo Žalgiris

## Statistiche

### Presenze e reti nei club
Statistiche aggiornate al 9 luglio 2025.
| Stagione              | Squadra               | Campionato            | Campionato | Campionato | Coppe nazionali | Coppe nazionali | Coppe nazionali | Coppe continentali | Coppe continentali | Coppe continentali | Altre coppe | Altre coppe | Altre coppe | Totale | Totale |
| Stagione              | Squadra               | Comp                  | Pres       | Reti       | Comp            | Pres            | Reti            | Comp               | Pres               | Reti               | Comp        | Pres        | Reti        | Pres   | Reti   |
| --------------------- | --------------------- | --------------------- | ---------- | ---------- | --------------- | --------------- | --------------- | ------------------ | ------------------ | ------------------ | ----------- | ----------- | ----------- | ------ | ------ |
| 2021                  | Atlanta United        | MLS                   | 9          | 0          | -               | -               | -               | CCL                | 0                  | 0                  | -           | -           | -           | 9      | 0      |
| 2022                  | Atlanta United        | MLS                   | 6          | 0          | USOC            | 0               | 0               | -                  | -                  | -                  | -           | -           | -           | 6      | 0      |
| 2023                  | Atlanta United        | MLS                   | 19         | 2          | USOC            | 1               | 0               | -                  | -                  | -                  | -           | -           | -           | 20     | 2      |
| Totale Atlanta United | Totale Atlanta United | Totale Atlanta United | 34         | 2          |                 | 1               | 0               |                    | 0                  | 0                  |             | -           | -           | 35     | 2      |
| apr.-nov. 2024        | San Antonio FC        | USLC                  | 22         | 2          | USOC            | 1               | 0               | -                  | -                  | -                  | -           | -           | -           | 23     | 2      |
| 2025                  | Žalgiris              | A                     | 13         | 1          | CL              | 2               | 0               | UCL                | 0                  | 0                  | -           | -           | -           | 15     | 1      |
| Totale carriera       | Totale carriera       | Totale carriera       | 69         | 5          |                 | 4               | 0               |                    | 0                  | 0                  |             | -           | -           | 73     | 5      |